# Червневий переворот
Червневий переворот (ест. juunipööre, назва в радянській епосі Червнева революція 1940 року) — події 21 червня 1940 в Естонії, в результаті яких впав уряд Юрі Улуотса. Наслідком стало призначення нового уряду на чолі з Йоганнесом Барбарусом, проведення позачергових парламентських виборів і надалі проголошення Естонської РСР 21 липня 1940 року.

## Передісторія
У грудні 1938 року в Естонії було ухвалено закон про проведення політики невтручання та нейтралітету.
7 червня 1939 року у Берліні міністром закордонних справ Естонії К. Сельтером і рейхсміністром закордонних справ Німеччини Ріббентропом було підписано Договір про ненапад між Німеччиною та Естонією.
23 серпня 1939 року у р. Москві було підписано Договір про ненапад між Німеччиною та Радянським Союзом, секретним додатковим протоколом до якого були розмежовані сфери взаємних інтересів СРСР та Німеччини у Східній Європі. При цьому Естонія була віднесена до сфери інтересів СРСР.
У вересні 1939 року уряд СРСР вів переговори з естонським урядом. Із переговорів народного комісара закордонних справ В. Молотова з міністром закордонних справ Естонії К. Сельтером 24-25 вересня 1939 р.:
Не примушуйте Радянський Союз застосовувати силу для того, щоб досягти своїх цілей. Розглядаючи наші пропозиції, не покладайте надій на Англію і Німеччину. Англія не в змозі що-небудь зробити на Балтійському морі, а Німеччина пов'язана війною на Заході. Зараз усі надії на зовнішню допомогу були б ілюзіями. Тож Ви можете бути впевнені, що Радянський Союз так чи інакше забезпечить свою безпеку. Якби Ви і не погодилися з нашою пропозицією, то Радянський Союз здійснив би заходи щодо своєї безпеки в інший спосіб, за своїм бажанням і без згоди Естонії.— Молотов
28 вересня 1939 року у р. Москві був підписаний Пакт про взаємодопомогу між СРСР та Естонською Республікою, за яким СРСР отримав у своє розпорядження кілька військових та військово-морських баз на естонській території.
29 вересня 1939 року в радіозверненні до народу президент Естонії Костянтин Пятс сказав, що договір про бази насамперед укладено на користь збереження нейтралітету Естонії і що Естонія, як і раніше, непорушна як і раніше.

Після укладання договору прем'єр-міністр Каарел Еенпалу залишив свою посаду, а 12 жовтня 1939 року до діяльності приступив новий уряд на чолі з професором Юрі Улуотсом. На запрошення Радянського уряду 7 грудня 1939 року Москву відвідав верховний головнокомандувач естонських збройних сил генерал Йохан Лайдонер. Лайдонер розповів думки про поїздку у своїй промові по радіо:
Я можу засвідчити, що мій дружній візит до Москви дав мені ще раз твердий доказ того, що ми вчинили мудро, коли уклали договір про взаємодопомогу з Радянським Союзом. Цим ми вбереглися від військового зіткнення з Радянським Союзом і, що ще важливіше, у нас більш гарантована можливість уникнути вирування війни, що вирує зараз у Європі, і що в майбутньому ми можемо жити спокійно зі своїм великим східним сусідом.
4-7 червня 1940 р. війська Білоруського Особливого, Калінінського та Прибалтійського військових округів були підняті по тривозі і почали під виглядом навчань зосередження до кордонів балтійських держав, одночасно в стан бойової готовності були приведені радянські гарнізони в країнах Балтії. Між Фінською затокою та Чудським озером зосередилися частини 11-ї стрілецької дивізії. На південь від Псковського озера були розгорнуті війська 8-ї армії (управління в Пскові) у складі 1-го, 19-го стрілецьких корпусів і Особливого стрілецького корпусу зі складу військ КалВО. Для посилення військ зазначених округів з 8 червня почалося перекидання частин 1-ї мотострілецької, 17-ї, 84-ї стрілецької дивізії і 39-ї, 55-ї легких танкових бригад з Московського, 128-ї мотострілецької дивізії з Архангельського і 5 стрілецька дивізія з Орловського військових округів. На кордонах Литви війська завершили зосередження та розгортання у вихідних районах до 15 червня, а на кордонах Латвії та Естонії — до 16 червня :197.
9 червня 1940 року Нарком оборони СРСР С. Тимошенко направив командувачу Червонопрапорного Балтійського флоту В. Трібуцу абсолютно секретну директиву № 02622. У директиві стояв наказ про перехід В. Трібуца в підпорядкування командувача Ленінградського військового округу Мерецкова і про те, що до 12 червня флот повинен забезпечити блокаду Естонії (як і інших країн Балтії) з моря. Також наказувалося забезпечити блокування повітряного сполучення та проведення операцій з висадки десанту в Таллінні та Палдіскі. Морська та повітряна блокади були встановлені 14 червня :199.
9 червня 1940 року в Ленінграді був зданий до друку «Короткий російсько-естонський військовий розмовник». Тематика розмовника зводилася до лексики опитування полоненого, перебіжчика чи місцевого жителя командиром РСЧА.
16 червня 1940 року в Заяві Радянського уряду уряду Естонії естонська сторона була звинувачена в невиконанні Пакту про взаємодопомогу і їй було запропоновано негайно сформувати в Естонії такий уряд, який був би здатний і готовий забезпечити впровадження Пакту про взаємодопомогу, а також, щоб був негайно забезпечено вільного допуску на територію Естонії радянських військових частин для забезпечення можливості здійснення Пакту про взаємодопомогу.
Естонське керівництво було змушене погодитися і вже 17 червня стали прибувати додаткові війська :206 .
Того самого дня (17 червня) З. Тимошенко надіслала секретну доповідь Сталіну про початок радизації зайнятих республік.

## Напередодні перевороту

### 19 червня
19 червня уряд Улуотса подав прохання про відставку президенту Костянтину Пятсу. Прийнявши відставку уряду, президент доручив складання нового уряду генералу Лайдонеру.
19 червня 1940 року до Таллінна для участі у складанні нового уряду прибув член Політбюро ЦК ВКП(б) А. А. Жданов, який відвідав президента республіки Костянтина Пятса. Також він зустрівся 19 і 20 червня з викликаним у Таллінн Максимом Унтом, якому запропонували посаду міністра внутрішніх справ у новому уряді і наказали організувати народні маси по всій Естонії з вимогами зміни уряду. Управління та інструктаж учасників довірили раднику з торгівлі (згодом посол в Естонії) посольства СРСР у Таллінні Володимиру Бочкарьову:230-231.

## 21 червня 1940 року

### Мітинг на майдані Свободи
О 10 годині ранку 21 червня розпочався мітинг на площі Свободи (ест. Vabaduse väljak) міста Таллінна. Мітингувальники тримали в руках плакати з написами: «Вимагаємо створення уряду, який чесно виконував би договори, укладені з Радянським Союзом» і «Вимагаємо робочим роботу, хліба і свободи!».
Кількість мітингувальників становила від 4000 до 5000 осіб. Серед них були робітники радянських військових баз та громадяни СРСР. Також на площі були присутні радянські військові підрозділи:231. З промовою виступили представник профспілок Оскар Пярн та представник радянської армії. Після закінчення виступу проспівали Інтернаціонал:194.
Далі була хода, рухаючись від бульвару Каарлі через Тоомпеа за маршрутом: вулиця Пікк Ялг (ест. Pikk jalg), вулиця Пікк (ест. Pikk tänav), бульвар Мере (ест. Mere puiestee) і далі до замку Кадріорг:266.
У Кадріорзі на переговори з учасниками ходи на балкон вийшли президент Естонії Костянтин Пятс, верховний головнокомандувач Йохан Лайдонер і ад'ютант у чині полковника Герберт Граббі:195. Демонстранти вимагали відставки уряду Лайдонера — Юрімаа, негайного звільнення політв'язнів та створення умов для нормальної діяльності профспілок:232.
Частина демонстрантів, у супроводі радянських броньовиків, попрямувала до центральної в'язниці (ест. Keskvangla или Patarei vangla). О 3-й годині дня за підтримки трьох радянських офіцерів звільнили 27 політичних ув'язнених:234.
До 6 години колона демонстрантів повернулася на Тоомпеа, де на вежі Довгий Герман був знятий державний прапор Естонії і поставлений червоний прапор:195.
Увечері о 22:15 по радіо було оголошено склад нового уряду на чолі з Йоганнесом Барбарусом:309.

## Після перевороту
Вночі 22 червня в Таллінні було чути постріли. Члени добровольчої воєнізованої організації Союз оборони Естонії почали проводити арешти, в ході яких загинуло троє озброєних робітників і 10 отримали поранення.
5 липня 1940 року президент Пятс підписав указ про проведення позачергових виборів у Державну думу (ест. Riigivolikogu) Естонії та про формування нового складу Державної ради (ест. Riiginõukogu), а також наказав уряду про вжиття необхідних заходів для забезпечення прискореної організації проведення виборів. Спираючись на це рішення, уряд Естонії 5 липня дав наказ про проведення виборів до парламенту 14 та 15 липня 1940 року. Для прискореного проведення виборів було ухвалено відповідні поправки до Закону про Вибори.